# Jeff Bingaman

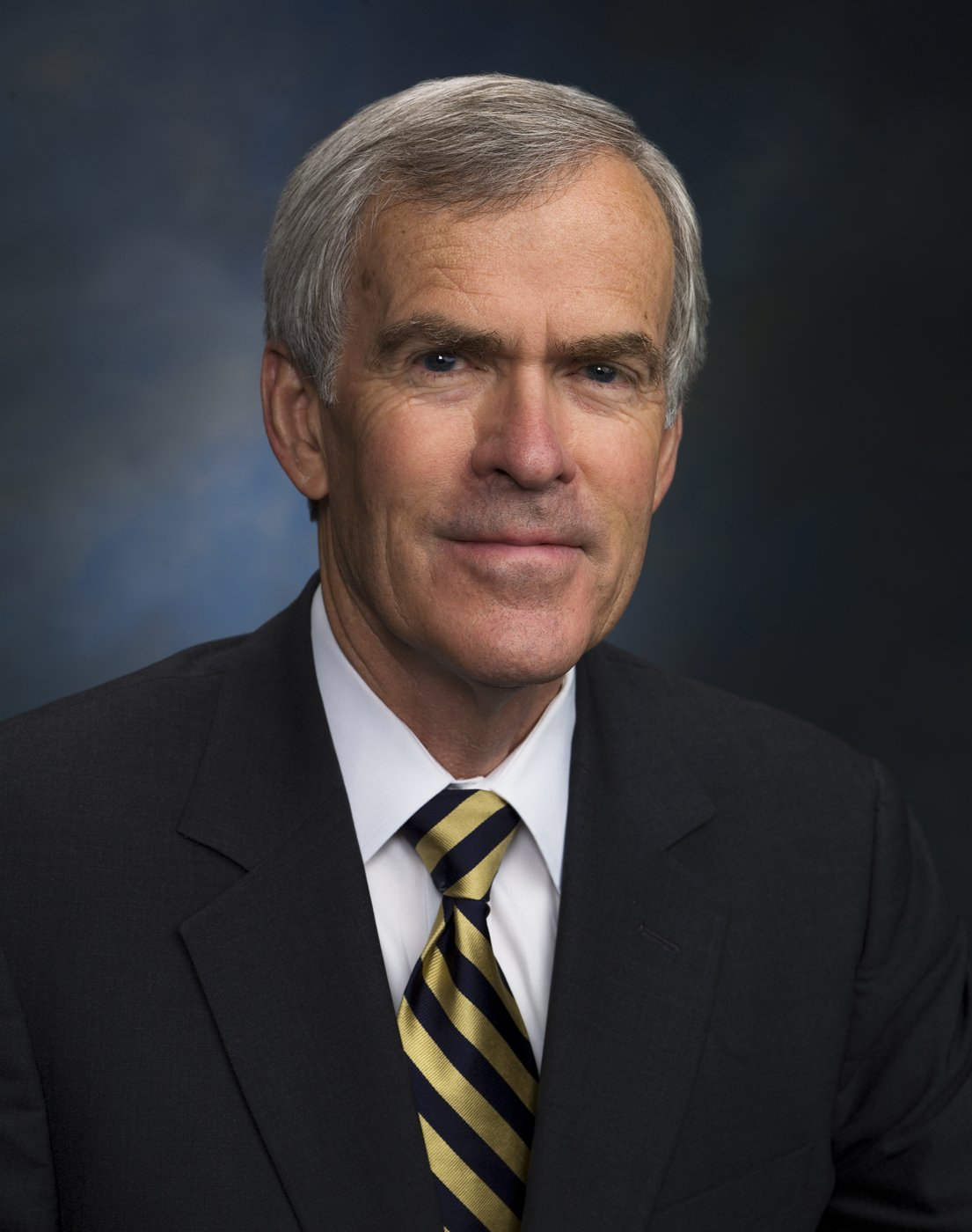
Jeff Bingaman (2008)

Jesse Francis ”Jeff” Bingaman, Jr., född 3 oktober 1943 i El Paso, Texas, är en amerikansk demokratisk politiker.
Han var ledamot av USA:s senat för delstaten New Mexico 1983–2013. I 1982 års senatsval besegrade han sittande senatorn och tidigare astronauten Harrison Schmitt. Bingaman omvaldes 1988, 1994, 2000 och 2006. Han besegrade republikanen Allen McCulloch i mellanårsvalet i USA 2006 med över 70 procent av rösterna mot McCullochs 29 procent. I 2013 års val ställde Bingaman inte upp; i stället valdes partikamraten Martin Heinrich att överta Bingamans senatplats.